# 半田美希
半田 美希（はんだ みき、1971年4月18日 - ）は、日本の元女子プロレスラー。身長160cm、体重60kg、血液型B型。東京都台東区出身。ジャパン女子プロレス、LLPWで活躍した。

## 経歴・戦歴
1987年
- 11月23日、東京・後楽園ホールにおいて、対ムーン章子戦でデビュー。

1992年
- LLPW旗揚げに参加。社長秘書を務める。
- LLPW対全女との一環としてアジャコングとの一戦を交えた。試合前には「半田美希を甘く見ないで下さい」と大口を叩いていた。しかし終わってみるとアジャコングの一方的な攻めに終始し、試合は7分弱で終わった。キックをもらった時も一発で「オェッて感じで、全部が全部効いちゃって顔面に入った一発で記憶が無くなった」といい「良い勉強になりました」と反省していた。

1995年
その後はヒールに転向するが、8年間のレスラー活動から現役引退をする。
引退後は結婚・離婚を経て、会社員として勤務しながら2児の母として子育てもしていた。

## 得意技
- ジャーマン・スープレックス・ホールド
- フィッシャーマンズ・スープレックス・ホールド
- エクスプロイダー
- フライング・ネックブリーカー・ドロップ

## タイトル歴
- 全日本タッグ王座

## その他
- ジャパン女子時代にはTBSテレビのバラエティ番組「風雲!たけし城」に出演していた。
- アニマル浜口とは家が近いこともあって家族ぐるみの付き合いがあり、娘・京子がアテネ五輪で銅メダルを獲得した際には「メダルを触らせてね」とメールをしたという。[1]

## 関連書籍
- ベースボール・マガジン社『週刊プロレス名鑑ロマン 15年クロニクル』2004年2月1日 ISBN 4-583-61261-3
- 『1997女子プロレス☆オールスター SUPER CATALOGUE』P93（1997年、日本スポーツ出版社)
- 『The JWP vol.V』（1989年、ジャパン女子プロレス パンフレット）